# Ohvida
Genre
Ohvida est un genre d'araignées aranéomorphes de la famille des Ctenidae.

## Distribution
Les espèces de ce genre se rencontrent à Cuba, aux Bahamas et à Porto Rico.

## Liste des espèces
Selon World Spider Catalog (version 17.0, 26/05/2016) :
- Ohvida andros Polotow & Brescovit, 2009
- Ohvida bimini Polotow & Brescovit, 2009
- Ohvida brevitarsus (Bryant, 1940)
- Ohvida coxana (Bryant, 1940)
- Ohvida fulvorufa (Franganillo, 1930)
- Ohvida isolata (Bryant, 1940)
- Ohvida modesta (Bryant, 1942)
- Ohvida turquino Polotow & Brescovit, 2009
- Ohvida vernalis (Bryant, 1940)

## Publication originale
- Polotow & Brescovit, 2009 : Revision of the new wandering spider genus Ohvida and taxonomic remarks on Celaetycheus Simon, 1897 (Araneae: Ctenidae). Zootaxa, no 2115, p. 1-20.